# Mesquita de Sidi Abu-Màdyan
La Mesquita de Sidi Abu-Màdyan és una mesquita situada al districte d'El Eubbad de Tlemcen: originàriament era una tomba construïda pel soldà zianida Yaghmuràssan, que fou embellida i equipada amb una mesquita per ordre del marínida Abu-l-Hàssan Alí al segle XIV, durant l'ocupació de la ciutat per aquest darrer.
Duu el nom de Xoaib Ibn Hocin L'Andalusí, sobrenomenat Aboumedian El Ghouts i en llenguatge popular Abu-Màdyan, un sant patró de Tlemcen. Nascut el 1126 a Cantillana, a prop de Sevilla (Al-Àndalus, hui a l'estat espanyol), i mort a Tlemcen el 1198, és considerat una de les grans figures del sufisme d'Algèria.
La mesquita forma part d'un conjunt que engloba la Madrassa Khaldounia, datada de l'any 1347, un palauet (Dar es Sultân), una zàuiya (hui residència d'el Oukil), un bany turc i latrines, probablement construïdes al mateix temps.

## Història
El soldà zianida Abu-Yahya l Yaghmuràssan ibn Ziane va fer construir el mausoleu (qubba) en un poble dels voltants, hui districte de la ciutat El Eubbad. Està decorat i té al costat una mesquita del segle XVI construïda pel soldà marínida Abu-l-Hàssan Alí (conegut com el Soldà negre) annexa al mausoleu. El soldà, desitjós de preservar l'arquitectura zianida (abdalwadita), autoritzà la construcció de la mesquita. El Lleó l'Africà i Ibn Battuta van visitar el lloc, i Ibn Khaldoun hi va ensenyar al 1369. Més tard, danyat per un incendi, fou restaurat i decorat amb escultures, guix i terrissa per Muhammad Bey el-Kebir el 1793.

## Descripció

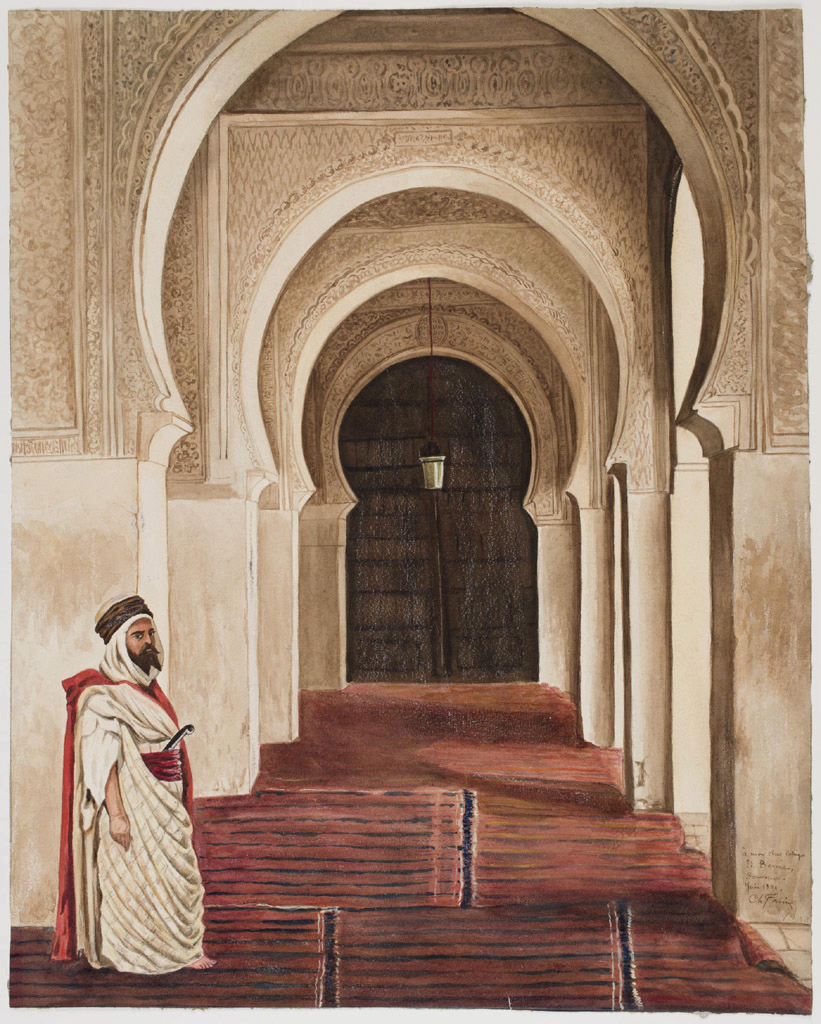
Mesquita de Sidi Abu-Màdyan, de Charles Farine (1818-1883), 1881, aquarel·la i guaix sobre dibuix a llapis

La mesquita té planta rectangular simètrica de 28,45 × 18,90 m. S'hi accedeix per una porta precedida d'un porxo i situada a l'eix del mihrab. Només la nau central s'estén fins a la muralla de l'alquibla. Darrere del mihrab, hi ha la sala dels morts.

### L'entrada
Un pati estret separa el mausoleu del sant de la mesquita, que no dona la distància necessària per admirar l'entrada de l'edifici, ricament decorat.
Una gran arcada de ferradura coberta forma el marc del porxo, emmarcat amb marqueteria de ceràmica, rematada amb una inscripció dedicatòria, que recorda la generositat del sultà, i un fris estrelat i coronat d'un baldaquí cobert de rajola verda.
A dins, hi ha onze graons, hui d'ònix però originàriament de rajola. El gran porxo és cobert amb una cúpula de mocàrabs i els murs estan cisellats amb arabescs. Davant l'escala, una porta de dues fulles folrades de bronze s'obri al pati interior de la mesquita i, lateralment, hi ha dues portes: la de la dreta duu a una sala, dedicada als pelegrins, que fa la volta a la base del minaret; i la de l'esquerra duu a una piscina d'ablució i després a una madrassa.

### El pati
El pati fa 13,5 × 12 m. Limita amb galeries senzilles amb pilars cruciformes que sostenen arcs de ferradura de mig punt. La galeria nord s'eleva 1,75 m, proveïda amb una balustrada. Una pica quadrangular ocupa el centre del pati.

### La sala de pregària
La sala d'oració, que s'obri al pati per tres arcs semblants als de les galeries, té una fondària de 18,90 m i una amplada de 14,10 m.
Les 5 naus d'aquesta sala estan sostingudes per pilars desproveïts d'ornamentació, com els dels pòrtics del pati, que el divideixen en 3 buits. S'hi s'afegeix una nau transversal que recorre el mur de l'alquibla. La nau central, una mica més ampla que les altres, és de la mateixa mida que aquest transsepte.
Els pilars, rectangulars o en forma de T, tenen una arcada perpendicular a la paret del fons decorada amb elements vegetals esculpits en baixos relleus que adornen les espigues dels arcs així com els frisos que els emmarquen. Una cúpula amb un casquet esfèric precedeix el mihrab, que té una cúpula amb mocàrabs. A l'esquerra, una porta dona accés a la sala dels morts, que envolta la fornícula i sobreïx darrere de la mesquita.
La fornícula està dominada per una cúpula amb estalactites de planta octogonal de 2,20 m de fondària, 1,70 m d'amplada i 0,69 m per cada costat. L'arc del mihrab, el sostenen dues mitges columnes amb capitells de marbre.
Les naus i les galeries estan cobertes amb sostres de guix, amb una teulada de dues aigües.

### El minaret
El minaret és a l'angle nord-oest de la mesquita. Quadrangular, té 27,50 m d'alçada, i consta d'una torre principal de 23,70 m  d'alçada i 4,40 m d'ample. Un fris de marqueteria ceràmica amb grans rosetes n'envolta la part superior.

## Galeria

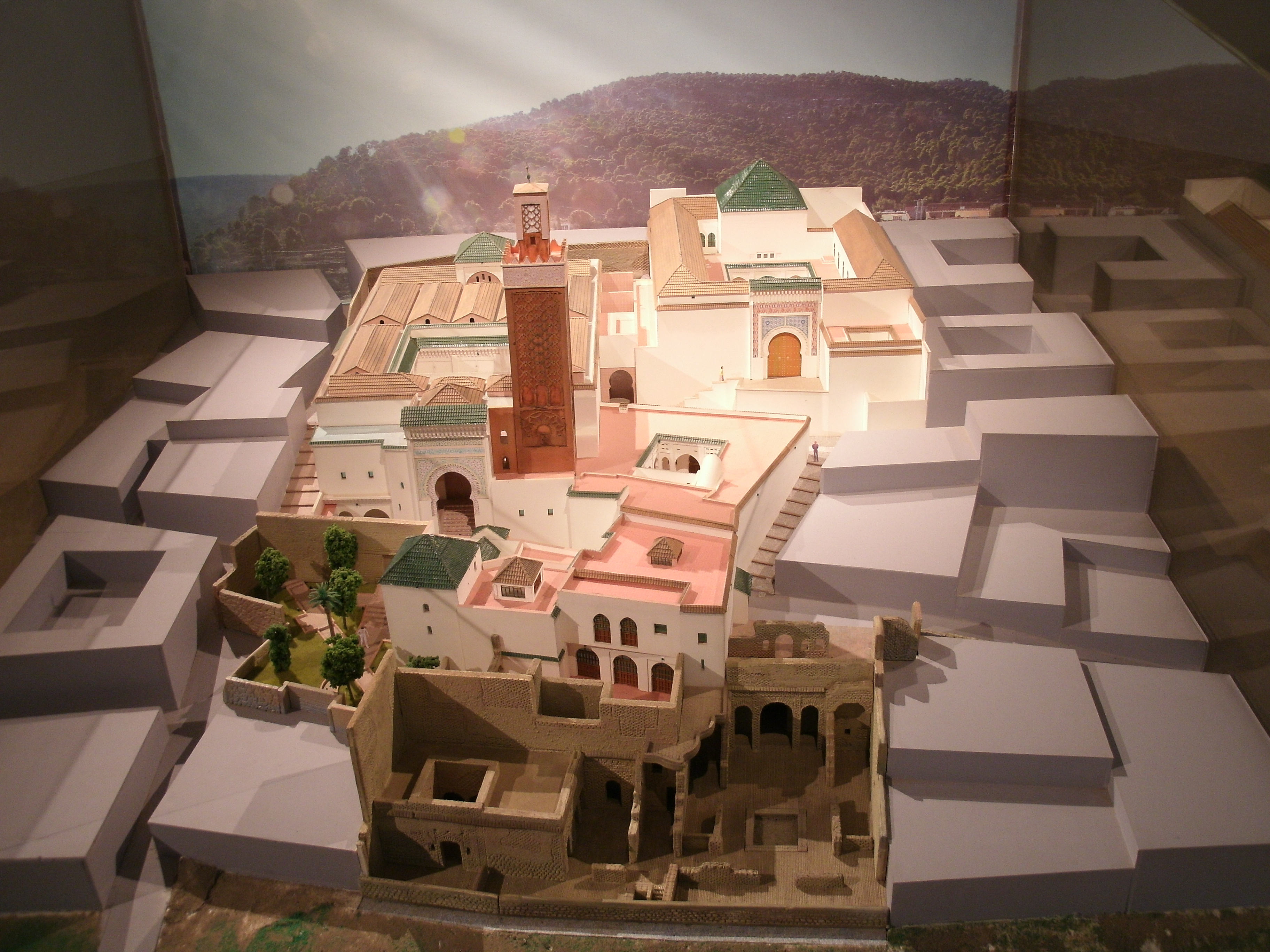
Maqueta del conjunt, de davant a darrere: Dar Sultan, el mausoleu, la mesquita i la madrassa
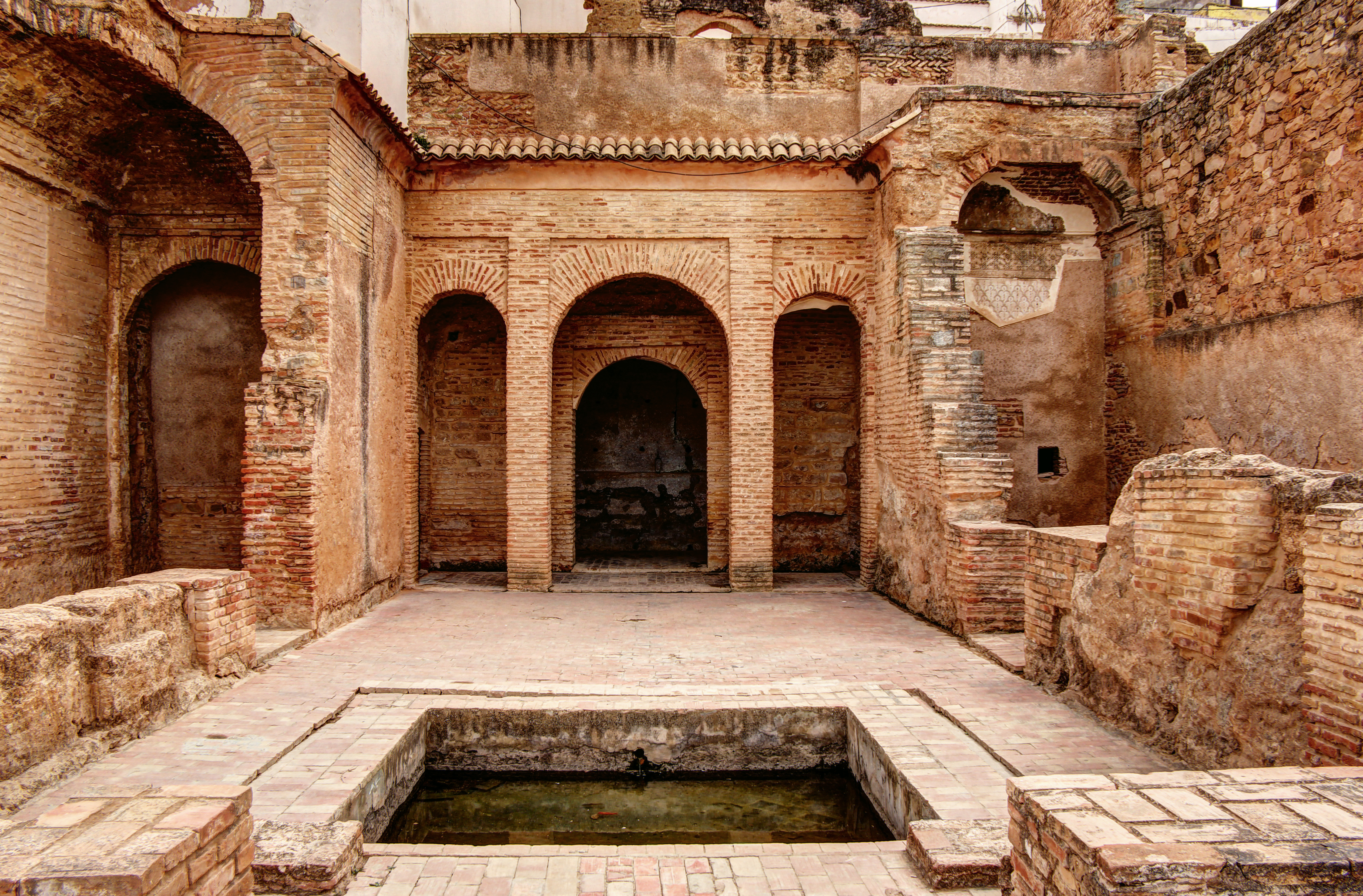
Dar Sultan
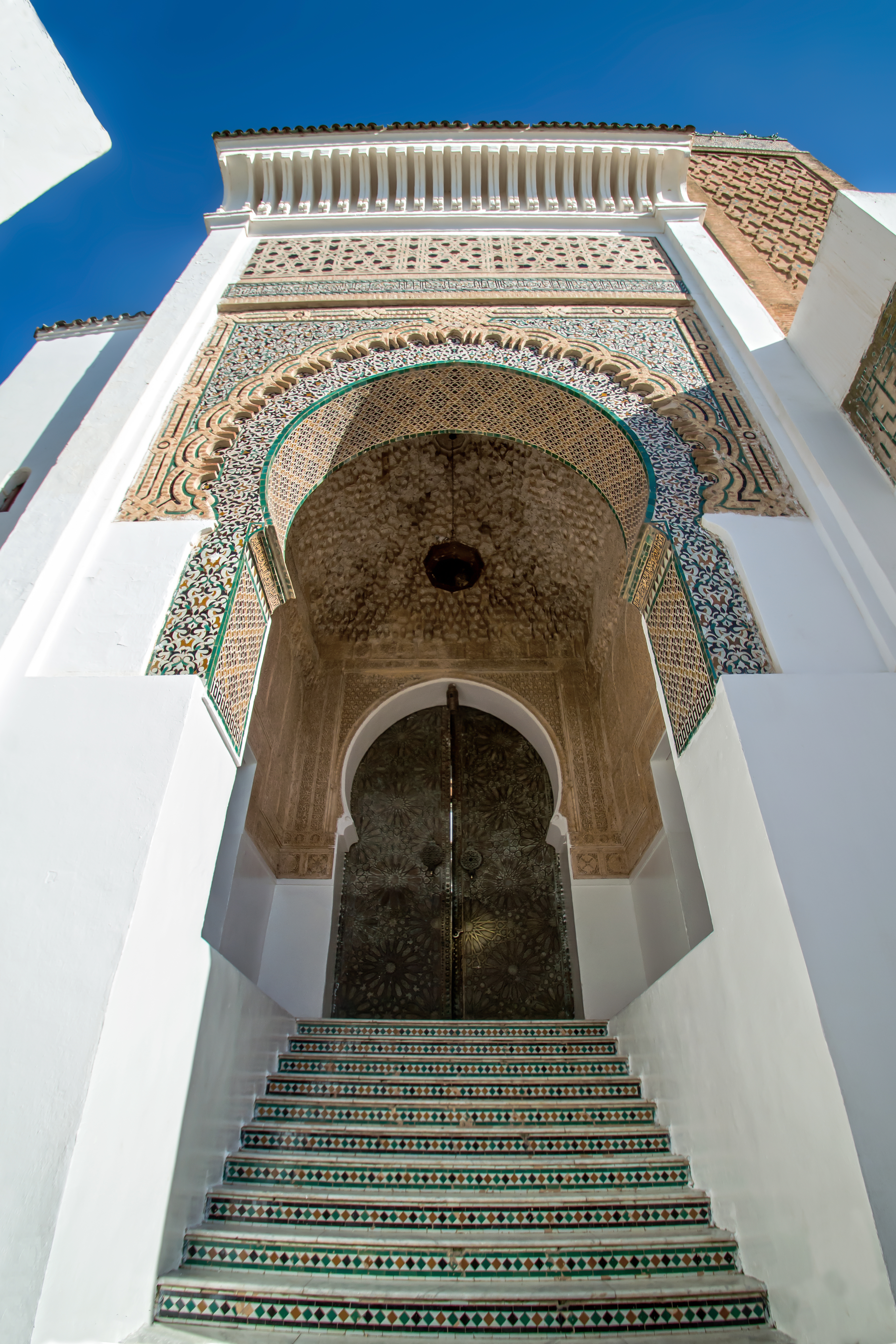
Porta de la mesquita
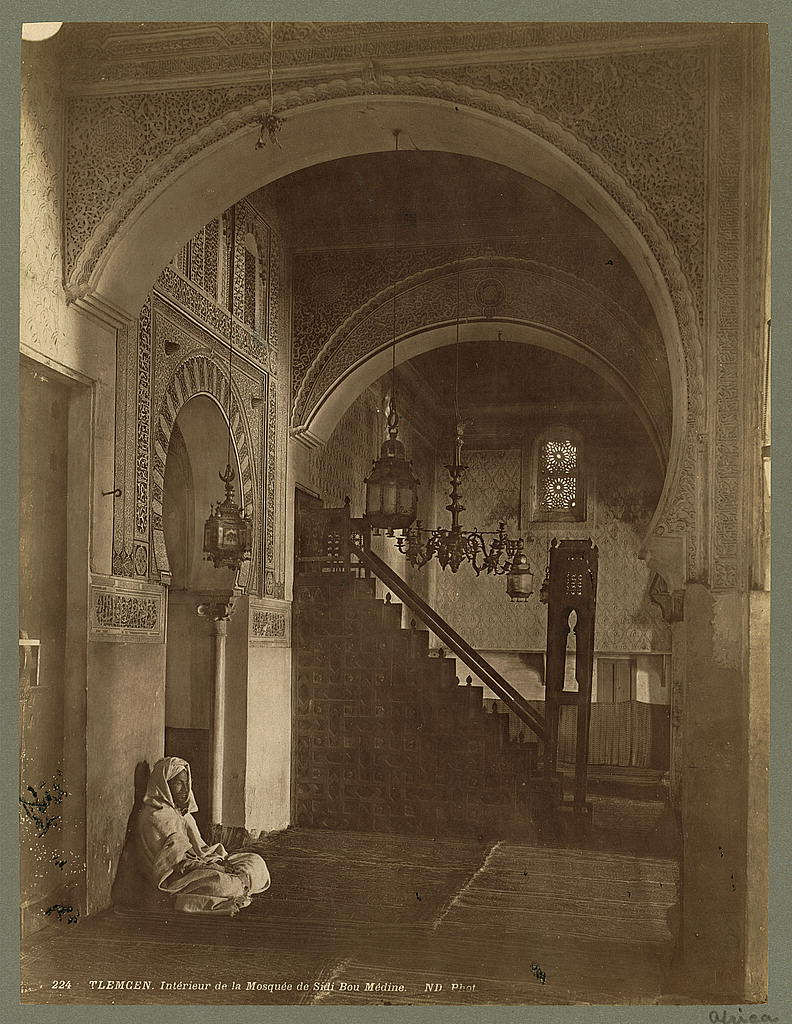
Vista interior, el mihrab i el minbar
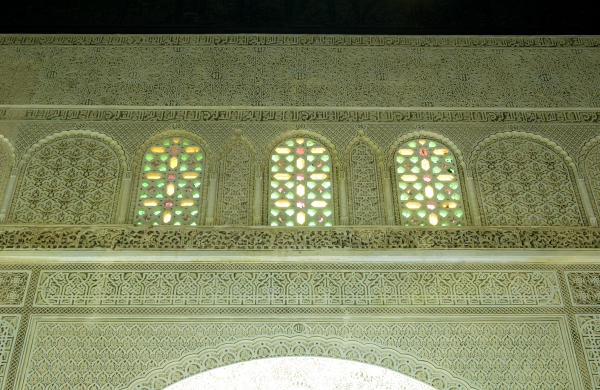
Revestiment de paret
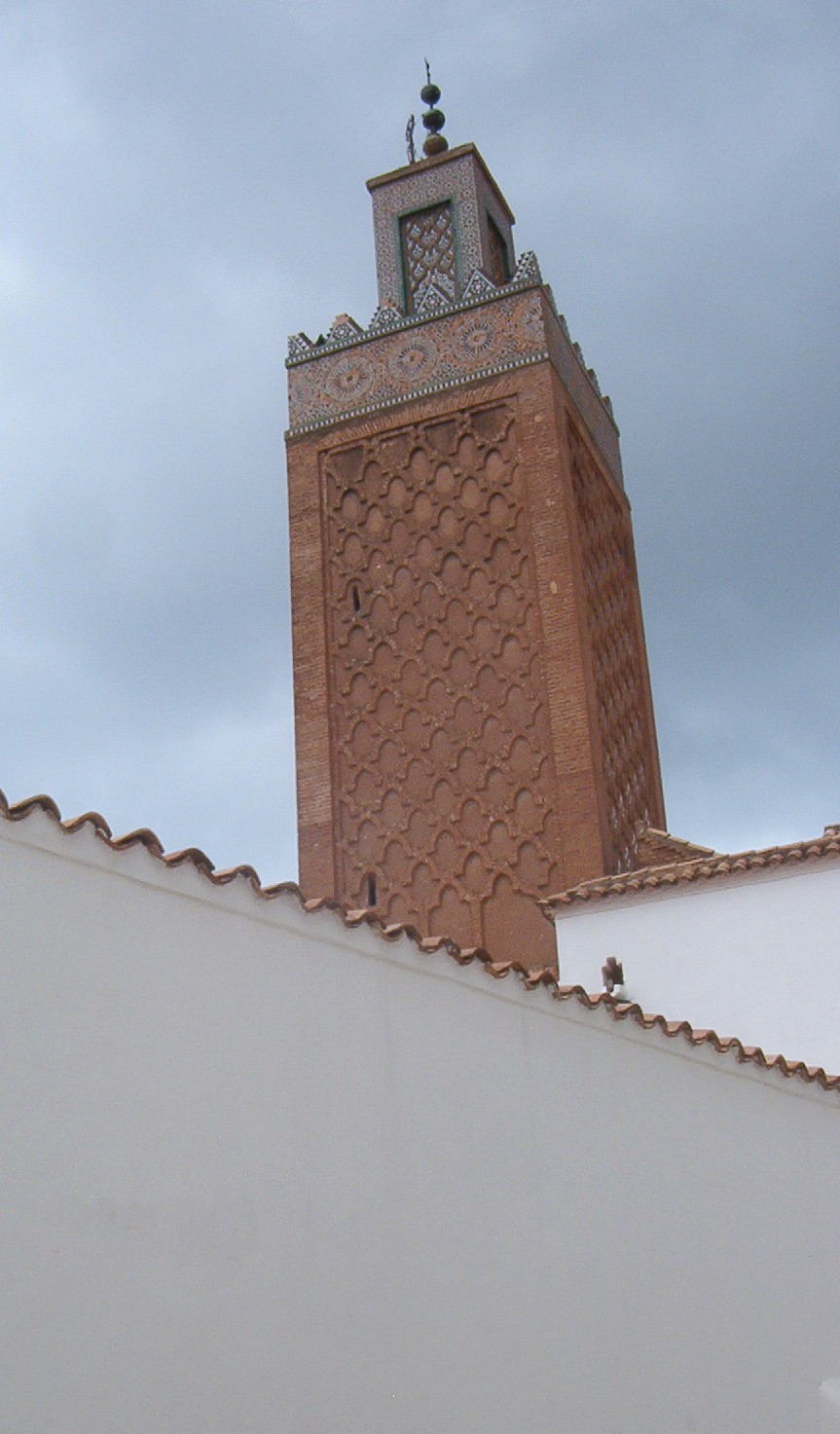
El minaret
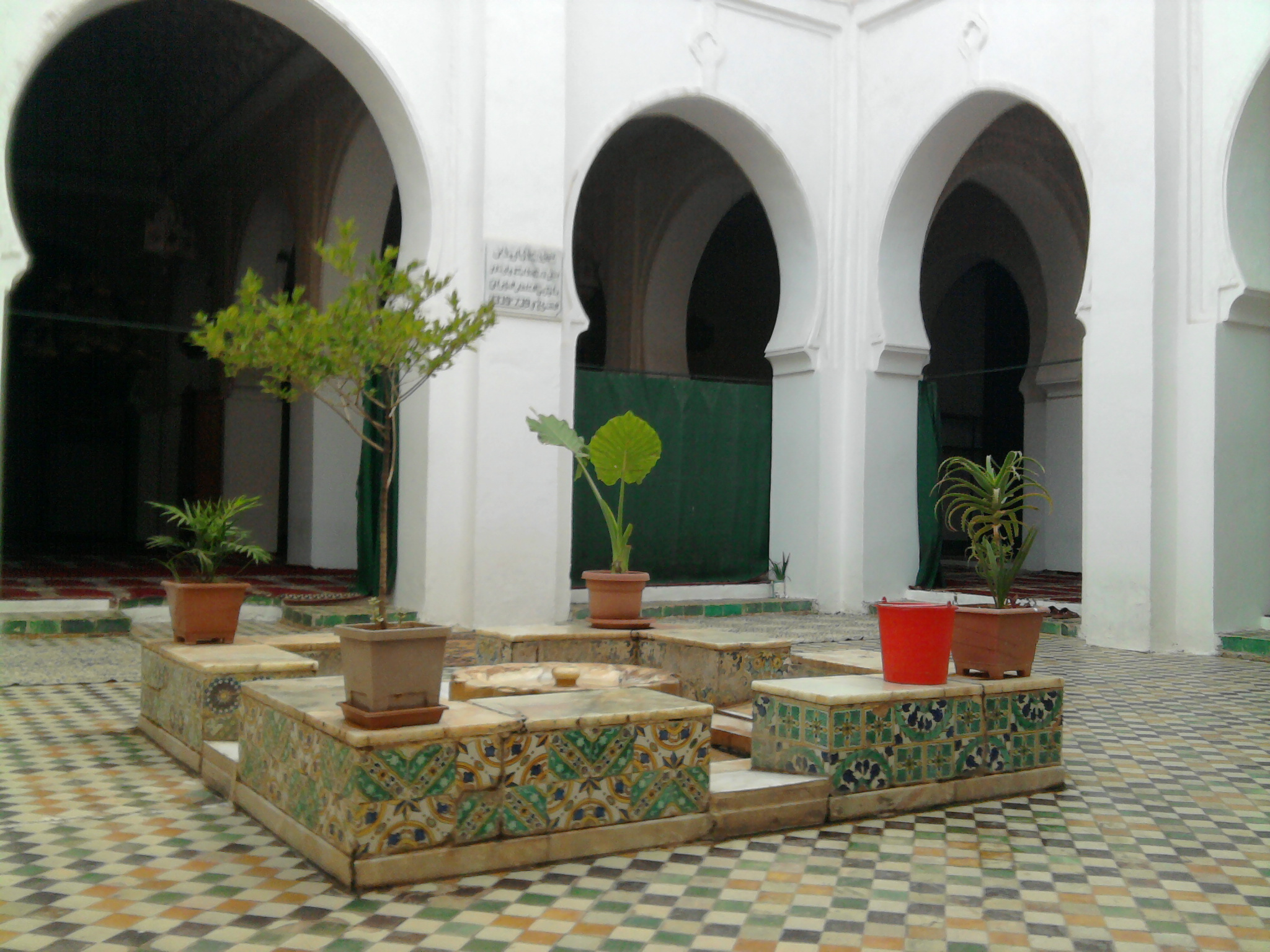
El pati
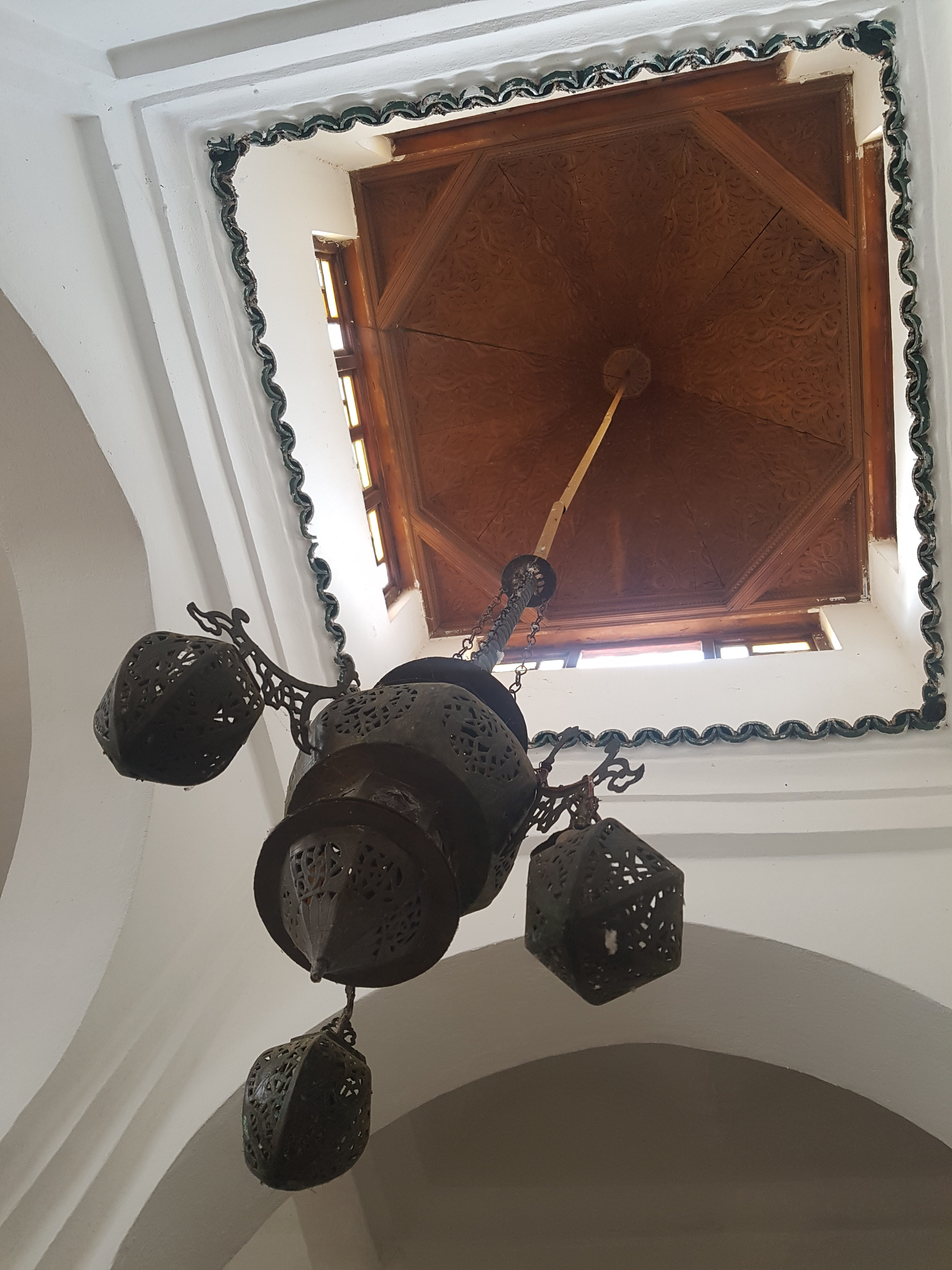
Sostre del mausoleu
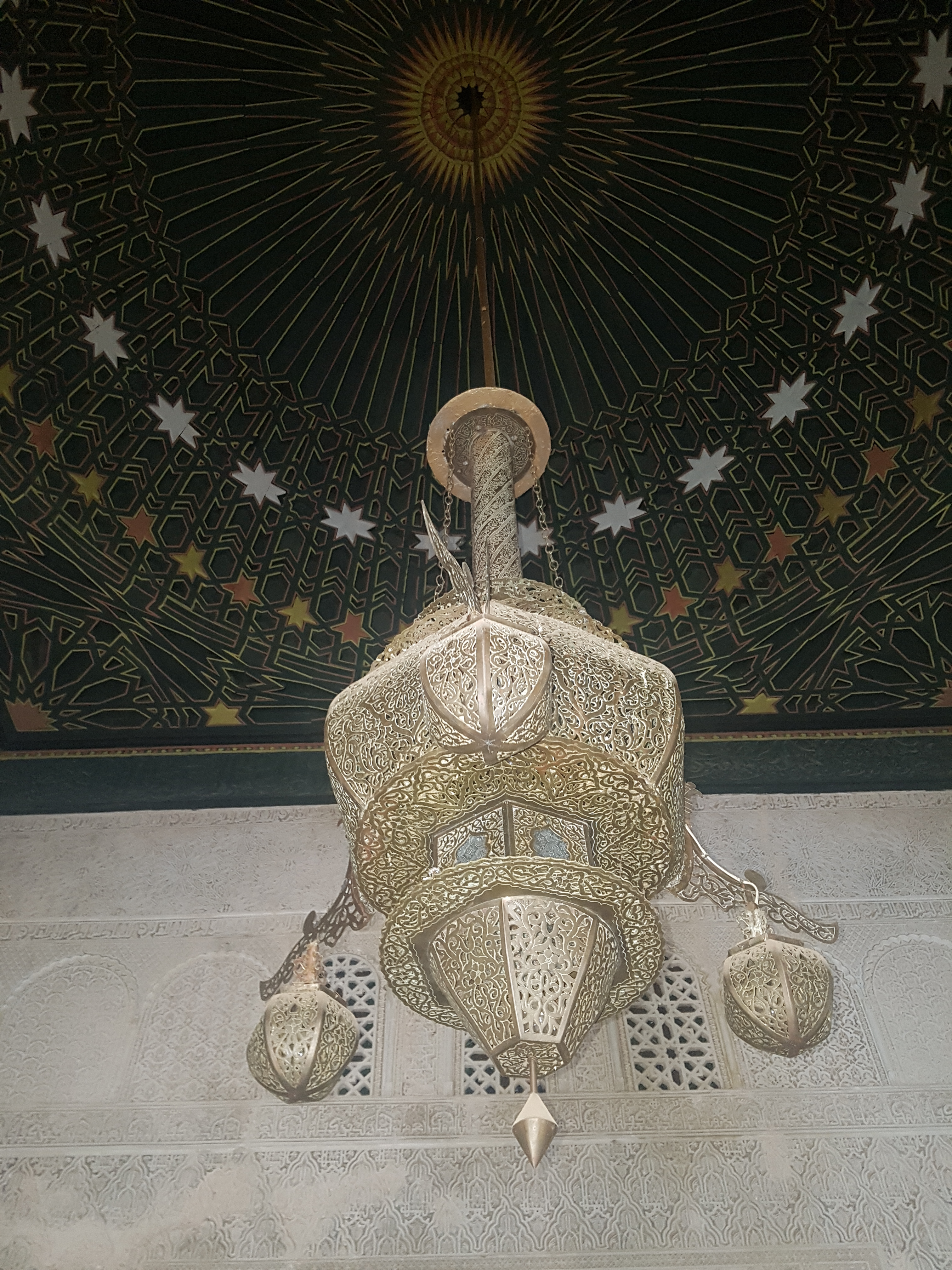
Decoració dins el mausoleu
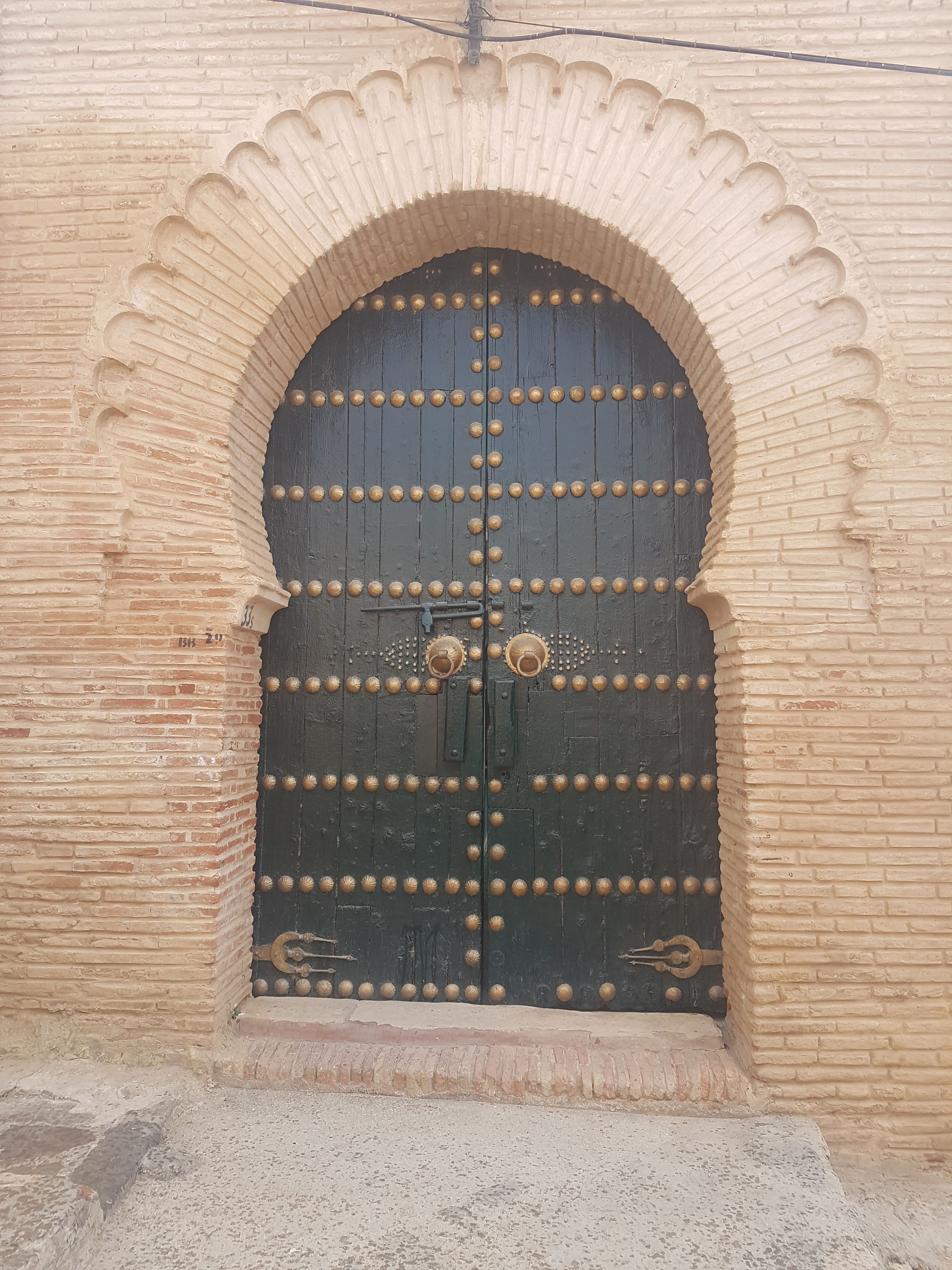
Entrada al mausoleu
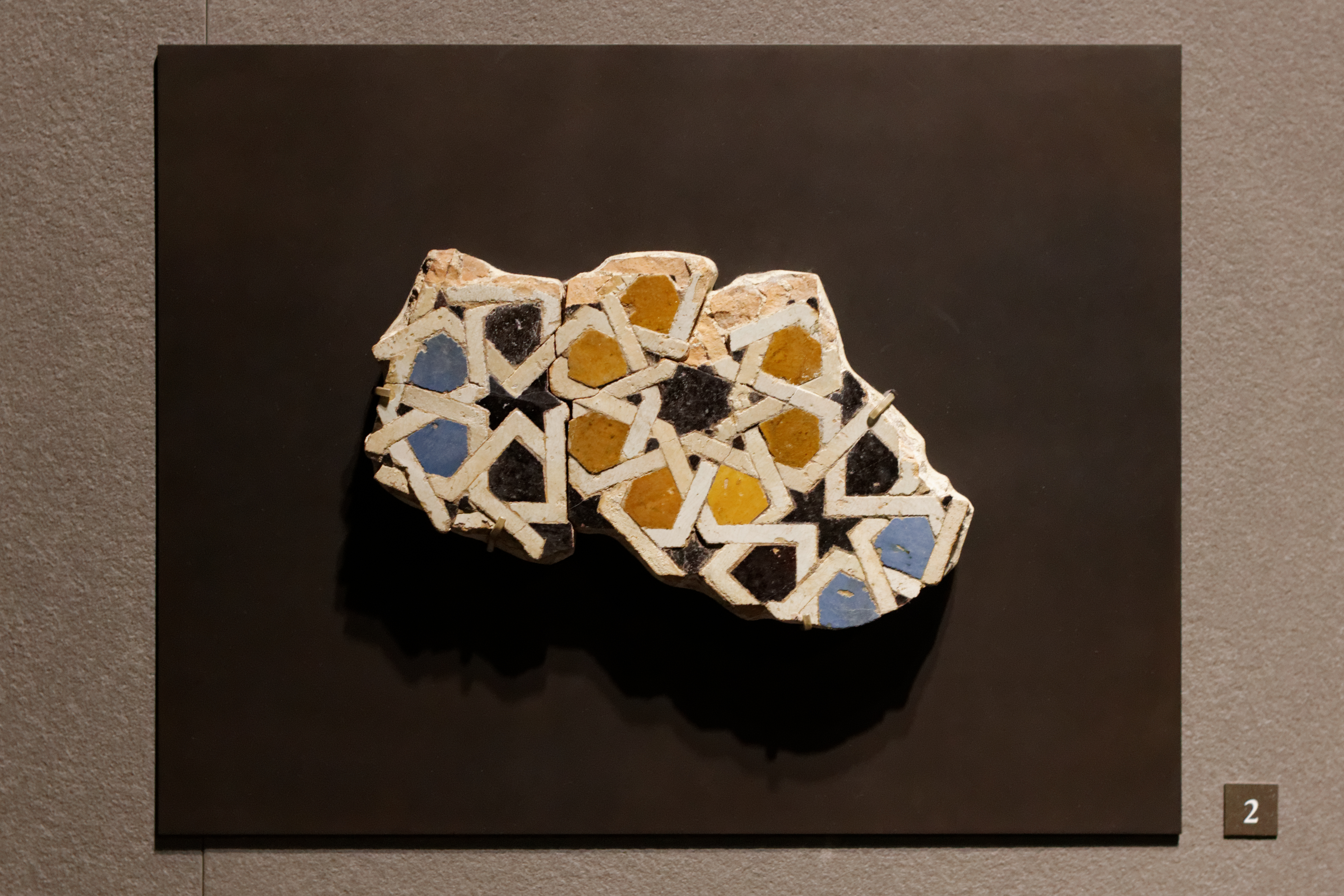
Fragment de zellige descobert a la mesquita de Sidi Abu-Màdyan que data del s. XIV, traslladat al Museu del Louvre
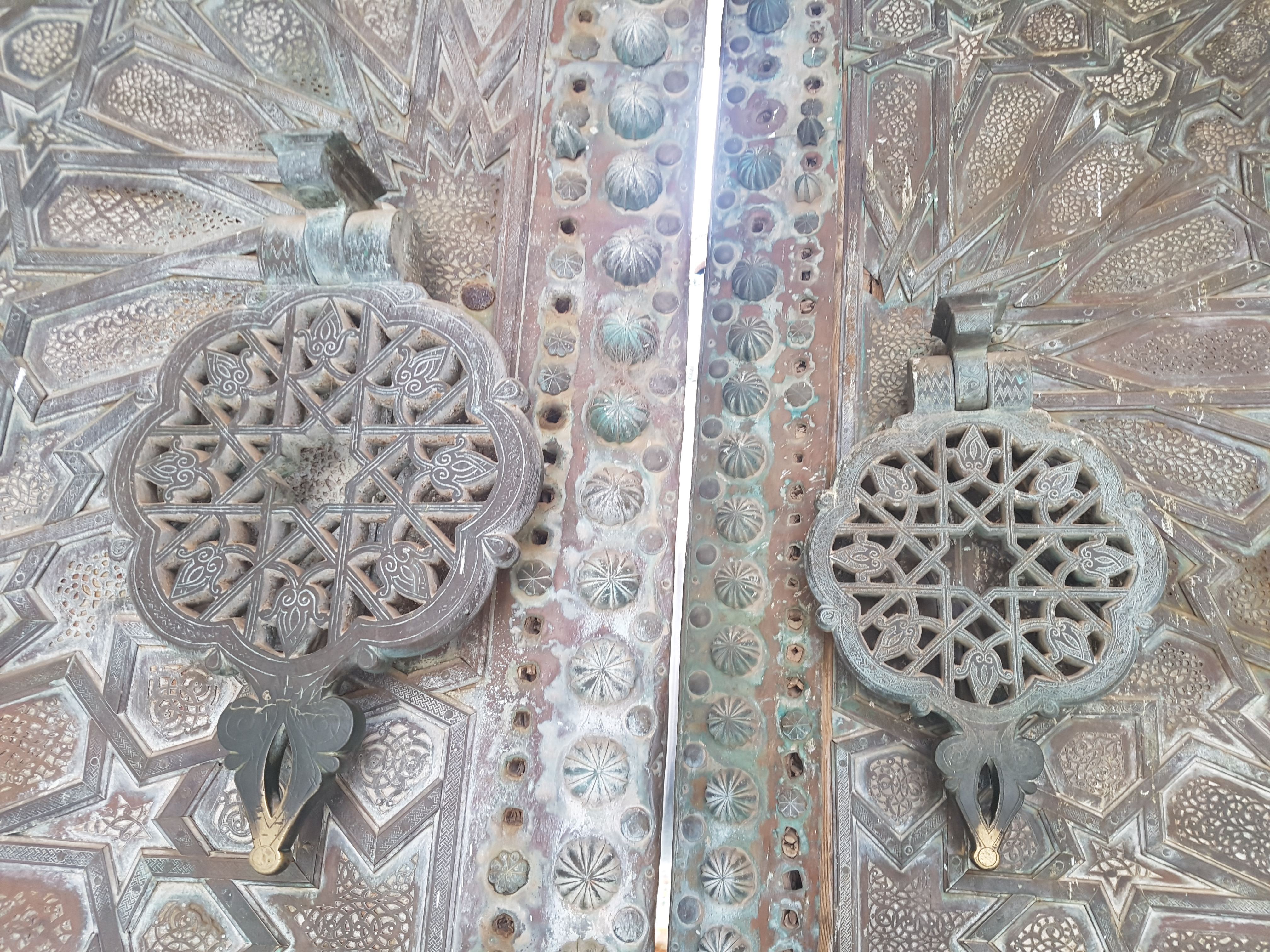
Portes de la mesquita